# Монтгомері Бернс
Чарлз Монтгомері Бернс (англ. Charles Montgomery Burns) — колоритний персонаж мультсеріалу Сімпсони. Сточотирирічний житель міста Спрингфілд, власник Спрингфілдської атомної електростанції, відомий скнара і маразматик. Полюбляє звільняти працівників і любить вигукувати три фрази: Спустити собак, Вас звільнено і Чудесно... — дуже зловісним тоном.

## Біографія

### Дитинство і юність
Народився 15 вересня 1888 року в Танжері у сім'ї ремісника, на ім'я Луіс Бірнбаум. Прізвище «Бернс» він взяв вже у зрілому віці. Жив з батьками, молодшим братом Джорджем і ведмежам Бобо. Правда, в серії «Double, Double, Boy in Trouble», Бернс розповідає Барту, що був молодшим з 14-ти дітей, проте, всі вони померли раніше за нього в результаті нещасних випадків. Після цього він став єдиним спадкоємцем статків батьків. При цьому, Бернс натякає, що мав пряме відношення до усіх нещасних випадків). Батьки називали його «Щасливчик». В серії «The Mansion Family», Бернс вказує причину смерті батьків: «Заважали мені».
Батьки Монті теж були скупими та жорстокими. На початку XX ст. вони володіли атомним млином. Там працювали наймані робітники-іммігранти, які розщеплювали атоми ударами молотів (дід Бернса якось живцем замурував робітника, який вкрав шість атомів). Малий Монті розважався тим, що знущався з працівників, робив їм всілякі пакості. У 8-10 років його забрали до прийомного будинку, підкупивши грішми. У 22 роки він закінчив Єльський університет з відзнакою. Невдовзі після цього, у 1929 році отримав спадщину від своїх батьків — величезний замок і АЕС, яка ще тоді була фабрикою.

### Після Другої світової війни
Під час війни Бернс служив. Брав участь в бойових діях на території Європи, можливо, співпрацював і з німцями. По завершенню війни, керівництво США в рамках програми Маршалла випустило купюру в трильйон доларів, і саме Бернс мав привезти її в Європу. Але він лишає її собі та стає найбагатшим чоловіком Америки. 
У 1952 році Монті відкрив Спрингфілдську АЕС, яка одразу стала найбільшим забруднювачем навколишнього середовища в Спрингфілді. У 1964 Бернс почав зливати відходи в Тихий океан, з того часу починається його боротьба з активістами групи Гринпіс, членом якої була і Мона Сімпсон (79-річна мама Гомера Сімпсона). Тоді виявилось, що окрім АЕС, Бернс розробляв біологічну зброю і торгував радіохімікатами. У 1954 році слугою Бернса був Вейлон Смізерс-старший — тато Вейлона Смізерса. Одного разу Смізерс-старший увійшов у камеру і задихнувся газом, а Бернс став Смізерсу-молодшому замість батька. Мабуть, тому Смізерс так любить Монті Бернса і так вірно йому служить ось уже протягом двадцяти років. Крім того, що Бернс виховав Смізерса, у нього ще були щонайменше дві дружини — Гертруда та одна невідома жінка з балу. Його єдиний син — Ларі Бернс, який з'явився уперше у 13 серії 8-го сезону та одного разу у 2 серії 9 сезону — був зображений просто чоловіком у черзі. Відтоді цей персонаж більше не з'являвся.

## Вік
Монті Бернс полюбляє брехати про свій вік, і у серіалі він часто називає різні дані. Справжній вік Монті невідомий. Між іншим, називалося чимало різних цифр: 79, 81, 86, 97, 102, 104, 108, 123 і 127 років. Одного разу Бернс навіть сказав, що його вік — чотиризначне число. В одній із серій повідомляється, що в 1909 він мав 10 років. Це зводить дату його народження приблизно до 1898. Більшість сюжетних дій серіалу відповідають 1992-1994 рокам (відомо, що Ліса Сімпсон народилася влітку 1984, а впродовж всього серіалу їй 8-9 років; Гомер народився приблизно у 1954-1957 і йому впродовж серіалу 37-38 років; в одній із серій Барт повертається на 20 років назад у часі та потрапляє у 1974, що робить точкою, з якої Барт перемістився в часі, 1994 роком). На основі цього можна сказати, що впродовж всього серіалу його вік коливається в районі 93 років.

## Здоров'я
Монтгомері Бернс надзвичайно слабкий і кволий. Він важить не більше десяти кілограмів і його може підняти ледь не кожна дитина Спрингфілда. Окрім цього, Бернс дуже худий — у нього просвічуються ребра та очевидно, йому щонайменше двічі робили пересадку серця. Монті також має дуже слабкі кістки — він одного дотику у нього ламаються різні кістки та хребет.
Монті має дуже слабкі руки та не здатен втримати в руках навіть капелюх, або телефонну слухавку. Проте зі своєї слабості Бернс іноді здатен вижати користь — він може зображати кобру, уміщатися у глечику і повзти між каменями та під завалом. Часто Монті проявляє безпорадність, проте може вижити під натиском каменів і пролазити крізь ущелини. Ще він чудово вміє лазити в горах, оскільки дуже легкий. Щотижня у п'ятницю він йде до лікарів, які роблять йому масаж мозку і промивання очей. Його обличчя тримається через пластичні операції, а його зуби — один з трьох комплектів штучних зубів, які йому щоранку вставляє Смізерс. Виявляється, що Бернс після процедур світиться зеленим і його тіло можна скласти втроє.

## Зовнішність і характер
Бернс має досить страшнуватий зовнішній вигляд, проте намагається завжди бути офіціозним. Оскільки Бернс дуже економить на усьому, включаючи себе — то він носить свій буденний робочий одяг: зелений піджак, зелені штани, білу сорочку і чорну краватку. З-під його штанів видно, що він носить фіолетові панчохи. Попри всі свої скарби, Монті ніколи не видається багатим, тому зачісує полисіле волосся назад і не соромиться показувати свої численні проблеми зі здоров'ям. Бернс має дуже непростий і капосний характер. Виявляється, що він має амнезію і маразм. Бернс часто скаржиться на своїх робітників, називаючи їх некомпетентними нездарами та іноді знущається з них. Його амнезією легко користуються усі робітники, і тому часто залишаються без покарання. Монті також економить на безпеці та у серії «Бернс продає АЕС німцям» видно, як він залатував усі недоліки. Попри те, що Бернс є досить злобливим, він має чудові вміння і манери, і одразу видно, що він старається бути інтелігентним до усіх. Він ніколи не назве свого працівника на «ти» і завжди намагається бути терплячим до некомпетентних працівників, хоча у нього це рідко виходить.